# Plecoptera flava
Plecoptera flava är en fjärilsart som beskrevs av Bremer och William Grey 1853. Plecoptera flava ingår i släktet Plecoptera och familjen nattflyn. Inga underarter finns listade i Catalogue of Life.